# Uromenus
Uromenus is een geslacht van rechtvleugeligen uit de familie van de sabelsprinkhanen (Tettigoniidae). De wetenschappelijke naam van dit geslacht is voor het eerst voorgesteld door Ignacio Bolívar in een publicatie uit 1878.

## Soorten
Het geslacht Uromenus omvat de volgende soorten:
- Uromenus agarenus (Brunner von Wattenwyl, 1882)
- Uromenus angustelaminatus Chopard, 1939
- Uromenus annae (Targioni-Tozzetti, 1881)
- Uromenus antennatus (Brunner von Wattenwyl, 1882)
- Uromenus bifidus (Werner, 1932)
- Uromenus bonneti Bolívar, 1907
- Uromenus bouiblani (Nadig, 1995)
- Uromenus brevicollis (Fischer, 1853)
- Uromenus chamaeropis Werner, 1931
- Uromenus chopardi Rungs, 1952
- Uromenus choumarae Nadig, 1976
- Uromenus cockerelli Uvarov, 1930
- Uromenus compressicollis (Fischer, 1853)
- Uromenus costaticollis (Lucas, 1847)
- Uromenus dyrrhachiacus (Karny, 1918)
- Uromenus elegans (Fischer, 1853)
- Uromenus finoti (Brunner von Wattenwyl, 1882)
- Uromenus galvagnii Nadig, 1994
- Uromenus hastatus (Saussure, 1898)
- Uromenus innocentii (Bonnet & Finot, 1885)
- Uromenus ketamensis (Morales-Agacino, 1950)
- Uromenus laticollis (Lucas, 1847)
- Uromenus lecerfi Chopard, 1937
- Uromenus maroccanus (Saussure, 1898)
- Uromenus mauretanicus (Saussure, 1898)
- Uromenus melillae Nadig, 1994
- Uromenus moulouyae (Nadig, 1995)
- Uromenus pardoi (Morales-Agacino, 1950)
- Uromenus pasquieri Rungs, 1952
- Uromenus peraffinis Werner, 1933
- Uromenus poncyi (Bolívar, 1902)
- Uromenus rhombifer Bolívar, 1908
- Uromenus riggioi La Greca, 1964
- Uromenus robustus (Werner, 1933)
- Uromenus rugosicollis (Serville, 1838)
- Uromenus siculus (Kollar, 1853)
- Uromenus silviae Nadig, 1979
- Uromenus theryi Werner, 1934
- Uromenus tobboganensis Nadig, 1994
- Uromenus trochleatus Chopard, 1937
- Uromenus vaucherianus (Saussure, 1898)
- Uromenus vindti (Rungs, 1952)
- Uromenus vosseleri (Krauss, 1893)